# Акиль (муниципалитет)
Акиль (исп. Akil) — муниципалитет в Мексике, штат Юкатан, с административным центром в одноимённом посёлке. Численность населения, по данным переписи 2010 года, составила 10 362 человека.

## Общие сведения
Название происходит от юкатекского: Ak, что означает лоза или лиана, а суффикс Il указывает на большое количество. Возможно в этой местности произрастало большое количество вьющихся растений.
Площадь муниципалитета равна 76 км², что составляет 0,19 % от общей площади штата, а максимальная высота — 20 метров над уровнем моря.
Он граничит с другими муниципалитетами Юкатана: на севере с Мани, на востоке и юге с Текашем, и на западе с Ошкуцкабом.

## Учреждение и состав
Муниципалитет был сформирован 31 марта 1919 года, в его состав входят 12 населённых пунктов, самые крупные из которых:
| Код INEGI | Населённый пункт                                                           | Численность населения (2005 год) | Численность населения (2010 год) |
| --------- | -------------------------------------------------------------------------- | -------------------------------- | -------------------------------- |
| 003       | Всего                                                                      | 9765                             | 10362                            |
| 0001      | Акиль (исп. Akil) 20°15′56″ с. ш. 89°20′52″ з. д. (административный центр) | 9601                             | 10176                            |
| 0003      | Сан-Диего (исп. San Diego) 20°15′21″ с. ш. 89°21′51″ з. д.                 | 37                               | 62                               |
| 0051      | Синко-де-Майо (исп. Cinco de Mayo) 20°16′40″ с. ш. 89°21′07″ з. д.         | 20                               | 44                               |
| 0013      | План-Чак-Посо-3 (исп. Plan Chac Pozo Tres) 20°14′42″ с. ш. 89°19′26″ з. д. | 11                               | 19                               |
| 0044      | Сан-Бернардо (исп. San Bernardo) 20°14′31″ с. ш. 89°21′11″ з. д.           | 39                               | 17                               |

## Экономика
По статистическим данным 2000 года, работоспособное население занято по секторам экономики в следующих пропорциях: сельское хозяйство, скотоводство и рыбная ловля — 48,6 %, промышленность и строительство — 18 %, сфера обслуживания и туризма — 32,6 %, прочее — 0,8 %.

## Инфраструктура
По статистическим данным 2010 года, инфраструктура развита следующим образом:
- электрификация: 97,6 %;
- водоснабжение: 99 %;
- водоотведение: 80,2 %.

## Достопримечательности
В основном это памятники архитектуры, такие как бывшая церковь Святой Агнессы, построенная в XVI веке, а также археологические раскопки поселения майя Сак-никте́-Акиль (исп. Sac-nicté Akil).